# Escapães
Escapães ist eine Gemeinde (Freguesia) im portugiesischen Kreis Santa Maria da Feira. In ihr leben 3315 Einwohner (Stand 19. April 2021).